# تيزاوا (سقز)

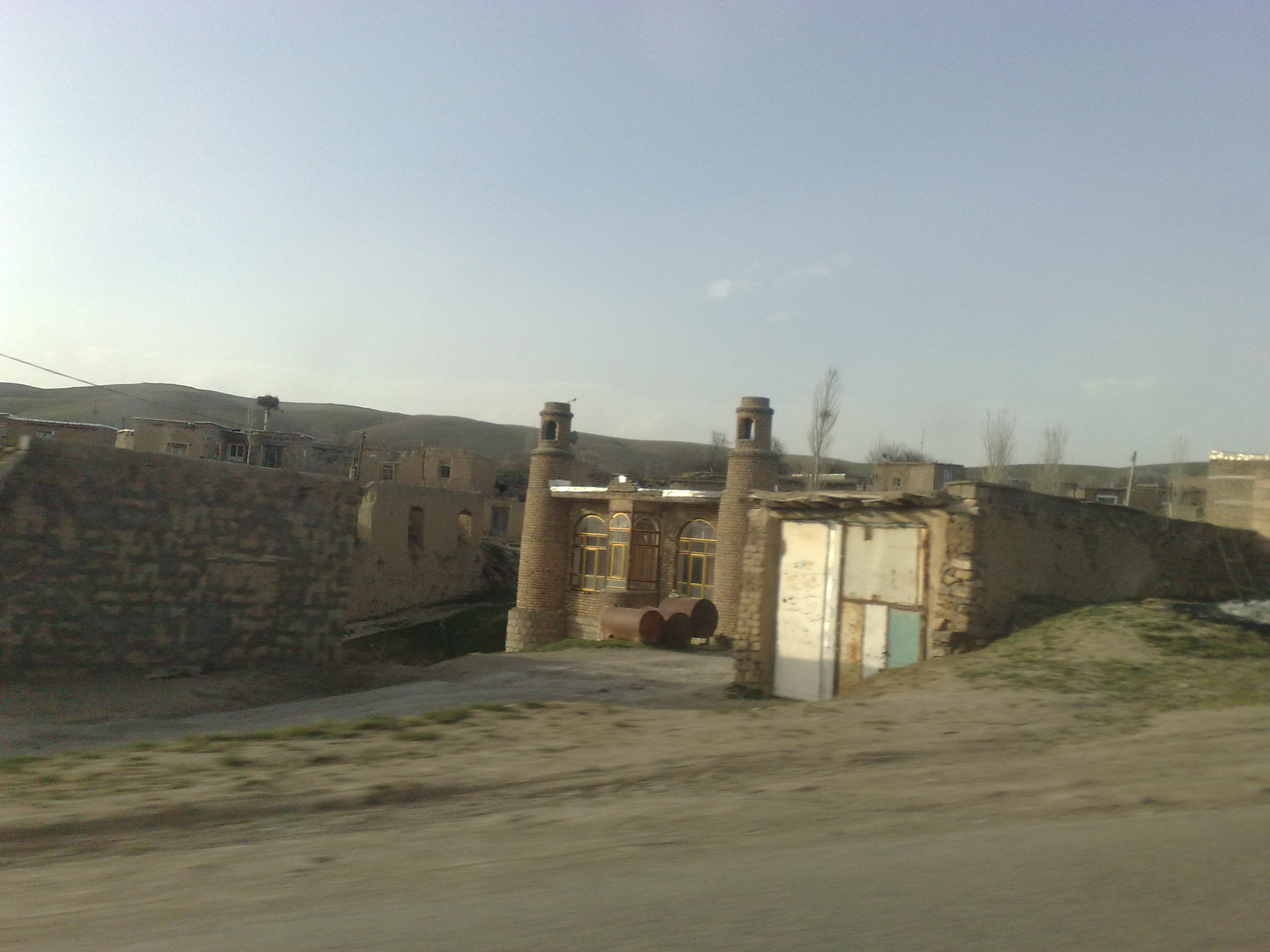
تیزاوا

قرية تيزاوا (بالكردية: تیزاوا) هي إحدى القرى التابعة لـصاحب في ريف قسم زيويه من مقاطعة سقز، في محافظة كردستان الإيرانية.

## السكان
حسب إحصاءات سنة 2006، بلغ إجمالي السكان في تيزاوا 144 نسمة وعدد المساكن 29 مسكن. لغة سكان تيزاوا هي اللغة الكردية و هم من أهل السنة والجماعة والمذهب الشافعي.